# Croix de mission de Fresse
Pour les articles homonymes, voir Fresse.
La croix de mission de Fresse est une croix située à Fresse, en France, datant de 1751.

## Description

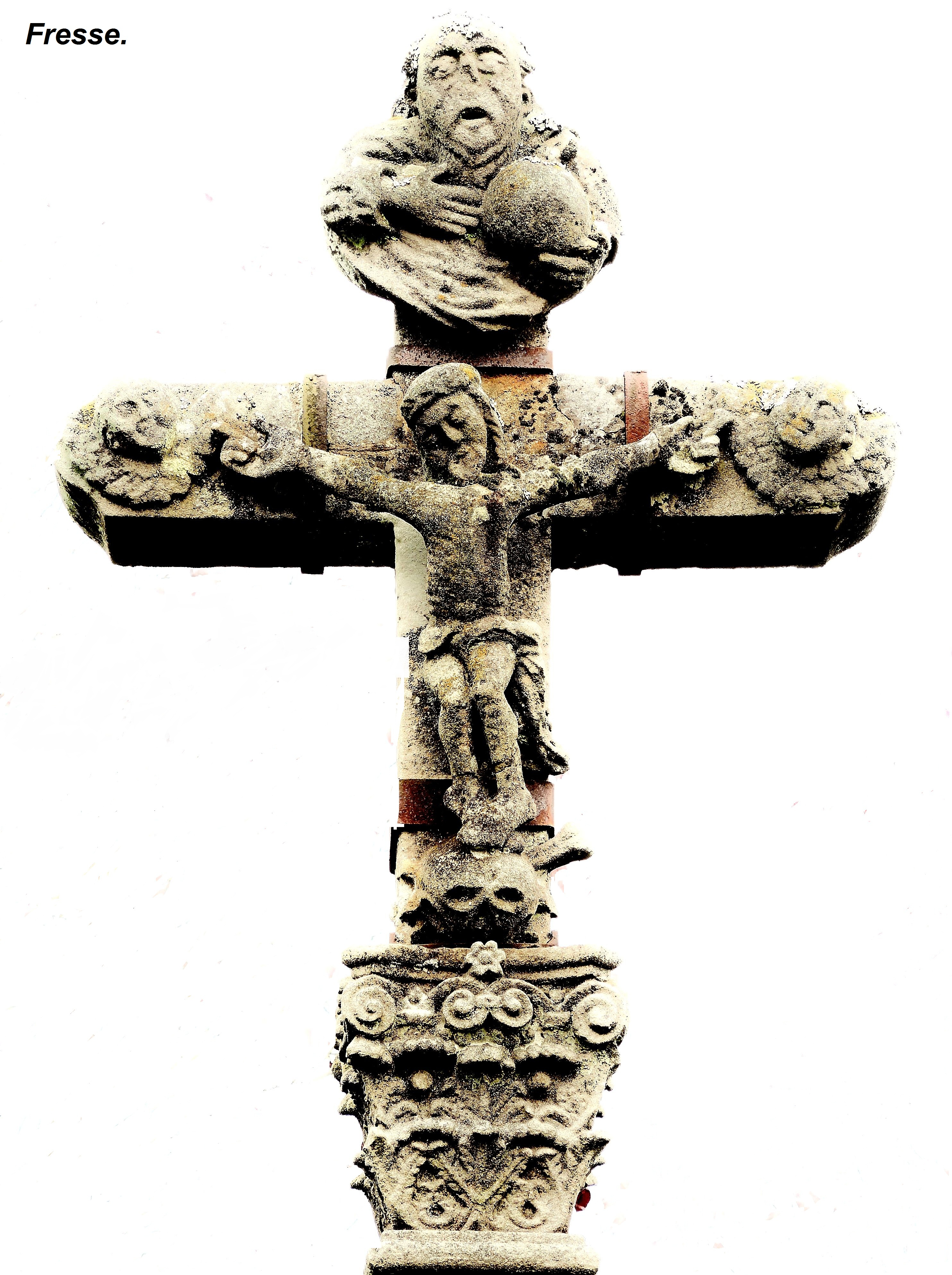
Détail de la croix de mission de 1751 à Fresse.

## Localisation
La croix est située sur la commune de Fresse, dans le département français de la Haute-Saône.

## Historique
L'édifice est classé au titre des monuments historiques en 1992.